# Campionato Primavera 2 2025-2026
Il Campionato Primavera 2 2025-2026 sarà la 9ª edizione del Campionato Primavera 2, che inizierà il 13 settembre 2025 e terminerà il 9 maggio 2026.

## Stagione

### Novità
Dal Campionato Primavera 1 2024-2025 sono retrocesse Empoli, Sampdoria e Udinese. Dal Campionato Primavera 3 2024-2025 sono state promosse Lecco e Catanzaro. In seguito alle esclusioni di Brescia, Feralpisalò e SPAL per via dei rispettivi fallimenti societari (a cui sono conseguite le esclusioni dai campionati professionistici), è stata ammessa l'Union Brescia (che ha acquisito il titolo sportivo della Feralpisalò) e sono state ripescate il Crotone e la Reggiana.

### Regolamento
Il Campionato Primavera 2 si articola in tre fasi successive:
- Gironi "all'italiana": le società iscritte sono suddivise in due gironi da 16 squadre ciascuno (Girone A, Girone B). Al termine di questa fase, la prima classificata di ogni girone viene promossa nel Campionato Primavera 1. Le ultime due classificate di ciascun girone accedono ai play-out a doppio confronto e chi perde retrocede nel Campionato Primavera 3.
- Play-off per la promozione: le società classificatesi dal 2º al 5º posto di ogni girone, per un totale di otto squadre, disputano i play-off per la promozione al Campionato Primavera 1.

Quarti di finale: le otto società sono accoppiate fra loro secondo il seguente schema in gara unica:
Q1: 2º Girone A contro 5º Girone B;
Q2: 3º Girone A contro 4º Girone B;
Q3: 2º Girone B contro 5º Girone A;
Q4: 3º Girone B contro 4º Girone A.
Semifinali: le quattro società sono accoppiate fra loro secondo il seguente schema in gara unica:
S1: Vincente Q1 contro Vincente Q4;
S2: Vincente Q3 contro Vincente Q2.
Finale: le due società vincenti si affrontano in finale per ottenere la promozione in Primavera 1.
In tutte le partite dei play-off, nel caso in cui il risultato sia in parità al termine dei tempi regolamentari, le squadre disputano i tempi supplementari e, in subordine, i tiri di rigore.
- Play-out: le società classificatesi agli ultimi due posti di ogni girone (15º e 16º) disputano i play-out per la permanenza nel Campionato Primavera 2, ma soltanto se tra queste c'è un distacco non superiore ai 9 punti, altrimenti le squadre giunte all'ultimo posto retrocedono direttamente in cadetteria. I play-out sono strutturati in partite d'andata e ritorno, in particolare i ritorni verranno disputati in casa delle squadre che hanno conseguito il miglior piazzamento nella stagione regolare. In tutto ci saranno due retrocessioni in Primavera 3 (una per ogni girone), ma in caso di parità dei risultati aggregati al termine delle partite di ritorno, si salveranno le squadre che hanno conseguito il miglior piazzamento nel girone (cioè quelle classificatesi al 15º posto e che, quindi, avranno disputato le partite di ritorno in casa).[1]

## Girone A

### Squadre partecipanti
| Club           | Città               | Stagione precedente                                 |
| -------------- | ------------------- | --------------------------------------------------- |
| AlbinoLeffe    | Albino e Leffe (BG) | 9º posto in Primavera 2/A                           |
| Cittadella     | Cittadella (PD)     | 10º posto in Primavera 2/A                          |
| Como           | Como                | 2º posto in Primavera 2/A                           |
| Lecco          | Lecco               | 5º posto in Primavera 3/A, promosso dopo i play-off |
| Modena         | Modena              | 6º posto in Primavera 2/A                           |
| Padova         | Padova              | 14º posto in Primavera 2/A                          |
| Pro Vercelli   | Vercelli            | 11º posto in Primavera 2/A                          |
| Reggiana       | Reggio Emilia       | 15º posto in Primavera 2/A, ripescata               |
| Renate         | Renate (MB)         | 4º posto in Primavera 2/A                           |
| Sampdoria      | Genova              | 19º posto in Primavera 1, retrocessa                |
| Südtirol       | Bolzano             | 7º posto in Primavera 2/A                           |
| Udinese        | Udine               | 20º posto in Primavera 1, retrocessa                |
| Union Brescia  | Brescia             | -                                                   |
| Venezia        | Venezia             | 13º posto in Primavera 2/A                          |
| Vicenza        | Vicenza             | 5º posto in Primavera 2/A                           |
| Virtus Entella | Chiavari (GE)       | 3º posto in Primavera 2/A                           |

### Allenatori e primatisti
| Squadra        | Allenatore               |
| -------------- | ------------------------ |
| AlbinoLeffe    | Massimiliano Maffioletti |
| Cittadella     | Giuseppe Agostini        |
| Como           | Daniele Buzzegoli        |
| Lecco          | Achille Mazzoleni        |
| Modena         | Paolo Mandelli           |
| Padova         | Pier Luca Cincione       |
| Pro Vercelli   | Davide Montanarelli      |
| Reggiana       | Francesco Turrini        |
| Renate         | Christian Boscolo        |
| Sampdoria      | Alessandro Lupi          |
| Südtirol       | Matteo Abbate            |
| Udinese        | Julio Gutiérrez          |
| Union Brescia  | Nicola Ferrari           |
| Venezia        | Francesco Bordin         |
| Vicenza        | Guido Belardinelli       |
| Virtus Entella | Massimo Melucci          |

### Classifica
|  | Pos. | Squadra        | Pt | G | V | N | P | GF | GS | DR |
|  | ---- | -------------- | -- | - | - | - | - | -- | -- | -- |
|  | 1.   | AlbinoLeffe    | 0  | 0 | 0 | 0 | 0 | 0  | 0  | 0  |
|  | 1.   | Cittadella     | 0  | 0 | 0 | 0 | 0 | 0  | 0  | 0  |
|  | 1.   | Como           | 0  | 0 | 0 | 0 | 0 | 0  | 0  | 0  |
|  | 1.   | Lecco          | 0  | 0 | 0 | 0 | 0 | 0  | 0  | 0  |
|  | 1.   | Modena         | 0  | 0 | 0 | 0 | 0 | 0  | 0  | 0  |
|  | 1.   | Padova         | 0  | 0 | 0 | 0 | 0 | 0  | 0  | 0  |
|  | 1.   | Pro Vercelli   | 0  | 0 | 0 | 0 | 0 | 0  | 0  | 0  |
|  | 1.   | Reggiana       | 0  | 0 | 0 | 0 | 0 | 0  | 0  | 0  |
|  | 1.   | Renate         | 0  | 0 | 0 | 0 | 0 | 0  | 0  | 0  |
|  | 1.   | Sampdoria      | 0  | 0 | 0 | 0 | 0 | 0  | 0  | 0  |
|  | 1.   | Südtirol       | 0  | 0 | 0 | 0 | 0 | 0  | 0  | 0  |
|  | 1.   | Udinese        | 0  | 0 | 0 | 0 | 0 | 0  | 0  | 0  |
|  | 1.   | Union Brescia  | 0  | 0 | 0 | 0 | 0 | 0  | 0  | 0  |
|  | 1.   | Venezia        | 0  | 0 | 0 | 0 | 0 | 0  | 0  | 0  |
|  | 1.   | Vicenza        | 0  | 0 | 0 | 0 | 0 | 0  | 0  | 0  |
|  | 1.   | Virtus Entella | 0  | 0 | 0 | 0 | 0 | 0  | 0  | 0  |

Legenda:
      Promosse in Campionato Primavera 1 2026-2027.
      Retrocessa in Campionato Primavera 3 2026-2027.
 Ammessa ai play-off o ai play-out.
Regolamento:
Tre punti per la vittoria, uno per il pareggio, zero per la sconfitta.
In caso di arrivo di due o più squadre a pari punti, la graduatoria finale verrà stilata secondo la classifica avulsa tra le squadre interessate che prevede, in ordine, i seguenti criteri:
- maggior numero di punti ottenuti negli scontri diretti
- miglior differenza reti negli scontri diretti
- miglior differenza reti nell'intera fase a gironi
- maggior numero di reti segnate nell'intera fase a gironi
- minor numero di cartellini rossi ricevuti nell'intera fase a gironi
- minor numero di cartellini gialli ricevuti nell'intera fase a gironi
- sorteggio

### Statistiche

#### Individuali

##### Classifica marcatori
| Gol |  |  | Giocatore | Squadra |
| --- |  |  | --------- | ------- |

### Play-out
|             | Risultati |             | Luogo e data   |
| ----------- | --------- | ----------- | -------------- |
| Sconosciuta | -         | Sconosciuta | 16 maggio 2026 |
| Sconosciuta | -         | Sconosciuta | 23 maggio 2026 |
|             |           |             |                |

## Girone B

### Squadre partecipanti
| Club        | Città         | Stagione precedente                                   |
| ----------- | ------------- | ----------------------------------------------------- |
| Ascoli      | Ascoli Piceno | 2º posto in Primavera 2/B                             |
| Avellino    | Avellino      | 11º posto in Primavera 2/B                            |
| Bari        | Bari          | 12º posto in Primavera 2/B                            |
| Benevento   | Benevento     | 8º posto in Primavera 2/B                             |
| Catanzaro   | Catanzaro     | 1º posto in Primavera 3/B, promosso dopo i play-off   |
| Cosenza     | Cosenza       | 6º posto in Primavera 2/B                             |
| Crotone     | Crotone       | 16º posto in Primavera 2/B, ripescato                 |
| Empoli      | Empoli (FI)   | 18º posto in Primavera 1, retrocesso dopo il play-out |
| Monopoli    | Monopoli (BA) | 15º posto in Primavera 2/B                            |
| Palermo     | Palermo       | 9º posto in Primavera 2/B                             |
| Perugia     | Perugia       | 14º posto in Primavera 2/B                            |
| Pescara     | Pescara       | 5º posto in Primavera 2/B                             |
| Pisa        | Pisa          | 7º posto in Primavera 2/B                             |
| Salernitana | Salerno       | 13º posto in Primavera 2/B                            |
| Spezia      | La Spezia     | 10º posto in Primavera 2/B                            |
| Ternana     | Terni         | 4º posto in Primavera 2/B                             |

### Allenatori e primatisti
| Squadra     | Allenatore           |
| ----------- | -------------------- |
| Ascoli      | Emiliano Corsi       |
| Avellino    | Luigi Molino         |
| Bari        | Michele Anaclerio    |
| Benevento   | Floro Flores         |
| Catanzaro   | Massimo Costantino   |
| Cosenza     | Ivan Franceschini    |
| Crotone     | Massimiliano Corrado |
| Empoli      | Andrea Filippeschi   |
| Monopoli    | Roberto D'Ermilio    |
| Palermo     | Cristiano Del Grosso |
| Perugia     | Luigi Giorgi         |
| Pescara     | Marco Stella         |
| Pisa        | Matteo Innocenti     |
| Salernitana | Ernesto De Santis    |
| Spezia      | Pietro Napoletano    |
| Ternana     | Marco Di Loreto      |

### Classifica
|  | Pos. | Squadra     | Pt | G | V | N | P | GF | GS | DR |
|  | ---- | ----------- | -- | - | - | - | - | -- | -- | -- |
|  | 1.   | Ascoli      | 0  | 0 | 0 | 0 | 0 | 0  | 0  | 0  |
|  | 1.   | Avellino    | 0  | 0 | 0 | 0 | 0 | 0  | 0  | 0  |
|  | 1.   | Bari        | 0  | 0 | 0 | 0 | 0 | 0  | 0  | 0  |
|  | 1.   | Benevento   | 0  | 0 | 0 | 0 | 0 | 0  | 0  | 0  |
|  | 1.   | Catanzaro   | 0  | 0 | 0 | 0 | 0 | 0  | 0  | 0  |
|  | 1.   | Cosenza     | 0  | 0 | 0 | 0 | 0 | 0  | 0  | 0  |
|  | 1.   | Crotone     | 0  | 0 | 0 | 0 | 0 | 0  | 0  | 0  |
|  | 1.   | Empoli      | 0  | 0 | 0 | 0 | 0 | 0  | 0  | 0  |
|  | 1.   | Monopoli    | 0  | 0 | 0 | 0 | 0 | 0  | 0  | 0  |
|  | 1.   | Palermo     | 0  | 0 | 0 | 0 | 0 | 0  | 0  | 0  |
|  | 1.   | Perugia     | 0  | 0 | 0 | 0 | 0 | 0  | 0  | 0  |
|  | 1.   | Pescara     | 0  | 0 | 0 | 0 | 0 | 0  | 0  | 0  |
|  | 1.   | Pisa        | 0  | 0 | 0 | 0 | 0 | 0  | 0  | 0  |
|  | 1.   | Salernitana | 0  | 0 | 0 | 0 | 0 | 0  | 0  | 0  |
|  | 1.   | Spezia      | 0  | 0 | 0 | 0 | 0 | 0  | 0  | 0  |
|  | 1.   | Ternana     | 0  | 0 | 0 | 0 | 0 | 0  | 0  | 0  |

Legenda:
      Promosse in Campionato Primavera 1 2026-2027.
      Retrocessa in Campionato Primavera 3 2026-2027.
 Ammessa ai play-off o ai play-out.
Regolamento:
Tre punti per la vittoria, uno per il pareggio, zero per la sconfitta.
In caso di arrivo di due o più squadre a pari punti, la graduatoria finale verrà stilata secondo la classifica avulsa tra le squadre interessate che prevede, in ordine, i seguenti criteri:
- maggior numero di punti ottenuti negli scontri diretti
- miglior differenza reti negli scontri diretti
- miglior differenza reti nell'intera fase a gironi
- maggior numero di reti segnate nell'intera fase a gironi
- minor numero di cartellini rossi ricevuti nell'intera fase a gironi
- minor numero di cartellini gialli ricevuti nell'intera fase a gironi
- sorteggio

### Statistiche

#### Individuali

##### Classifica marcatori
| Gol |  |  | Giocatore | Squadra |
| --- |  |  | --------- | ------- |

### Play-out
|             | Risultati |             | Luogo e data   |
| ----------- | --------- | ----------- | -------------- |
| Sconosciuta | -         | Sconosciuta | 16 maggio 2026 |
| Sconosciuta | -         | Sconosciuta | 23 maggio 2026 |
|             |           |             |                |

## Play-off
Le Società classificatesi al 2º, 3º, 4º e 5º posto di ogni girone, per un totale di otto squadre, disputano i play-off (quarti di finale, semifinali e finale) per la promozione al Campionato Primavera 1 2026-2027. Questa fase ha luogo con il sistema dell’eliminazione diretta in gara unica.
Dal momento che ai quarti di finale e alle semifinali non sono previsti incontri tra squadre che hanno conseguito lo stesso piazzamento nel girone, le Società meglio classificate hanno il diritto di giocare le rispettive partite in casa. Per quanto concerne la finale, poiché c'è la possibilità che si affrontino due squadre giunte alla stessa posizione nel proprio girone, verranno presi in considerazione i seguenti criteri per stabilire la squadra ospitante:
- miglior piazzamento ottenuto nella fase a gironi;
- punti ottenuti nell'intera fase a gironi;
- maggior numero di vittorie ottenute nell'intera fase a gironi;
- miglior differenza reti nell'intera fase a gironi;
- maggior numero di reti segnate nell'intera fase a gironi;
- minor numero di cartellini rossi ricevuti nell'intera fase a gironi;
- minor numero di cartellini gialli ricevuti nell'intera fase a gironi;
- sorteggio.

In tutte le partite del tabellone, se al termine dei tempi regolamentari il risultato è in parità, è prevista la disputa dei tempi supplementari e dei tiri di rigore per determinare la squadra vincente.

### Tabellone
|  | Quarti di finale | Quarti di finale | Quarti di finale |  |  | Semifinali | Semifinali | Semifinali |  |  | Finale | Finale | Finale |  |
|  |                  |                  |                  |  |  |            |            |            |  |  |        |        |        |  |
|  | Sconosciuta      |                  |                  |  |  |            |            |            |  |  |        |        |        |  |
|  |                  |                  |                  |  |  |            |            |            |  |  |        |        |        |  |
|  | Sconosciuta      |                  |                  |  |  |            |            |            |  |  |        |        |        |  |
|  |                  | Sconosciuta      |                  |  |  |            |            |            |  |  |        |        |        |  |
|  |                  |                  |                  |  |  |            |            |            |  |  |        |        |        |  |
|  |                  |                  | Sconosciuta      |  |  |            |            |            |  |  |        |        |        |  |
|  | Sconosciuta      |                  |                  |  |  |            |            |            |  |  |        |        |        |  |
|  |                  |                  |                  |  |  |            |            |            |  |  |        |        |        |  |
|  | Sconosciuta      |                  |                  |  |  |            |            |            |  |  |        |        |        |  |
|  |                  | Sconosciuta      |                  |  |  |            |            |            |  |  |        |        |        |  |
|  |                  |                  |                  |  |  |            |            |            |  |  |        |        |        |  |
|  |                  |                  | Sconosciuta      |  |  |            |            |            |  |  |        |        |        |  |
|  | Sconosciuta      |                  |                  |  |  |            |            |            |  |  |        |        |        |  |
|  |                  |                  |                  |  |  |            |            |            |  |  |        |        |        |  |
|  | Sconosciuta      |                  |                  |  |  |            |            |            |  |  |        |        |        |  |
|  |                  | Sconosciuta      |                  |  |  |            |            |            |  |  |        |        |        |  |
|  |                  |                  |                  |  |  |            |            |            |  |  |        |        |        |  |
|  |                  |                  | Sconosciuta      |  |  |            |            |            |  |  |        |        |        |  |
|  | Sconosciuta      |                  |                  |  |  |            |            |            |  |  |        |        |        |  |
|  |                  |                  |                  |  |  |            |            |            |  |  |        |        |        |  |
|  | Sconosciuta      |                  |                  |  |  |            |            |            |  |  |        |        |        |  |

### Quarti di finale
|             | Risultati |             | Luogo e data   |
| ----------- | --------- | ----------- | -------------- |
| Sconosciuta | -         | Sconosciuta | 16 maggio 2026 |
| Sconosciuta | -         | Sconosciuta | 16 maggio 2026 |
| Sconosciuta | -         | Sconosciuta | 16 maggio 2026 |
| Sconosciuta | -         | Sconosciuta | 16 maggio 2026 |

### Semifinali
|             | Risultati |             | Luogo e data   |
| ----------- | --------- | ----------- | -------------- |
| Sconosciuta | -         | Sconosciuta | 23 maggio 2026 |
| Sconosciuta | -         | Sconosciuta | 23 maggio 2026 |

### Finale
|             | Risultati |             | Luogo e data   |
| ----------- | --------- | ----------- | -------------- |
| Sconosciuta | -         | Sconosciuta | 30 maggio 2026 |
|             |           |             |                |

## Supercoppa Primavera 2
|             | Risultati |             | Luogo e data |
| ----------- | --------- | ----------- | ------------ |
| Sconosciuta | -         | Sconosciuta | maggio 2026  |
|             |           |             |              |